# Seznam argentinskih biologov
Seznam argentinskih biologov.

## B
- Michael Blendinger
- Elizabeth Bravo

## E
- Graciela Escudero

## H
- Juan Jose Hirschmann
- William Henry Hudson

## J
- Norberto Luis Jácome

## M
- Raul Montenegro

## P
- Roberto Poljak (1932 - 2019) (biofizik, imunolog)

## T
- Augusto Thibaud